# Yo Gabba Gabba!
Yo Gabba Gabba! es una serie de televisión infantil estadounidense transmitida originalmente en Nick Jr., producida por The Magic Store y Wild Brain. En Latinoamérica fue transmitida en Playhouse Disney y luego en Disney Junior.

## Sinopsis
La serie se trata de que DJ Lance Rock (Lance Robertson) tiene una caja con forma de equipo de audio, en la cual lleva a sus 5 muñecos-amigos, 4 monstruos y un robot. Los deja en un mundo mágico (GabbaLandia) donde cobran vida. Allí viven increíbles aventuras bailando, cantando y divirtiéndose al ritmo de la música.

### Secciones habituales
- Mark's Magic Pictures ("Los dibujos mágicos de Mark", en español), con Mark Mothersbaugh dibujando diferentes objetos o animales.
- Biz's Beat of the Day ("El ritmo del día", en español), con Biz Markie, mostrando cada episodio nuevos beatboxing.
- Dancey Dance Time ("Baile bailarín", en español), donde en cada capítulo un invitado especial enseña nuevos bailes bailarines a los personajes.
- Cool Tricks ("Trucos geniales", en español), segmento en el que aparece alguien, ya sea niño, adulto o invitado especial, mostrando un talento particular.
- Storytime ("Hora del cuento", en español), en esta sección un niño narra un cuento.
  - Super Martian Robot Girl ("Súper chica robot marciana", en español), es una tira cómica que suele leer alguno de los personajes, y se muestra a la audiencia como un segmento animado.

## Episodios
| Temporada | Temporada | Episodios | Fecha de emisión original (EE. UU.) | Fecha de emisión original (EE. UU.) |
| Temporada | Temporada | Episodios | Primer episodio                     | Último episodio                     |
| --------- | --------- | --------- | ----------------------------------- | ----------------------------------- |
|           | Pilotos   | 2         |                                     |                                     |
|           | 1         | 20        | 20 de agosto de 2007                | 23 de mayo de 2008                  |
|           | 2         | 20        | 22 de septiembre de 2008            | 16 de octubre de 2011               |
|           | 3         | 13        | 19 de septiembre de 2010            | 20 de septiembre de 2011            |
|           | 4         | 13        | 18 de diciembre de 2011             | 12 de noviembre de 2015             |

## Personajes y reparto
- DJ Lance Rock - Interpretado por Lance Robertson
- Muno (rojo) - Interpretado por Josh Bally, David Crespin (manejo del muñeco) y Donovan Benge (doblaje de voz).

- Foofa (rosa) - Interpretada por Emma Jacobs.
- Brobee (verde) - Interpretado por Erin Pearce, Tara Pearce (manejo del muñeco) y Amos Watene (doblaje de voz).
- Toodee (azul) - Interpretada por Melissa Rossiter, Charme Morales (manejo del muñeco) y Erin Pearce (doblaje de voz).
- Plex (amarillo) - Interpretado por Lindsay Kraus, Justin Cornwall, Amos Watene (manejo del muñeco) y Christian Jacobs (doblaje de voz).

### Doblaje
| Personaje                       | Actor/Voz original (Estados Unidos) | Actor de doblaje en Venezuela (Primera, Segunda y Tercera Temporada) (Español en Latinoamérica) | Actor de doblaje en Mexico (Cuarta Temporada) (Español en Latinoamérica)                   |
| ------------------------------- | ----------------------------------- | ----------------------------------------------------------------------------------------------- | ------------------------------------------------------------------------------------------ |
| DJ Lance Rock                   | Lance Robertson                     | Ángel Balam (Primera y Segunda temporadas) Fernando Márquez (Tercera temporada)                 | Emmanuel Bernal (Cuarta Temporada)                                                         |
| Muno                            | Adam Deibert                        | Jesús Nunes (Primera, Segunda y Tercera Temporada)                                              | Mario Heras (Cuarta Temporada)                                                             |
| Foofa                           | Emma Jacobs                         | Melanie Henríquez (Primera, Segunda y Tercera Temporada)                                        | Alina Galindo (Cuarta Temporada) Cristina Hernández (Cuarta Temporada, Voz cantada)        |
| Brobee                          | Amos Watene                         | Rolman Bastidas (Primera, Segunda y Tercera Temporada)                                          | Benjamín Rivera (Cuarta Temporada) Alan Fernando Velázquez (Cuarta Temporada, Voz cantada) |
| Plex                            | Christian Jacobs                    | Luis Miguel Pérez (Primera, Segunda y Tercera Temporada)                                        | Ricardo Maza (Cuarta Temporada)                                                            |
| Toodee                          | Erin Pearce                         | Yensi Rivero (Primera, Segunda y Tercera temporada) Rebeca Aponte (Tercera Temporada)           | Annie Rojas (Cuarta Temporada)                                                             |
| Mark Mothersbaugh               | Mark Mothersbaugh                   | Joel González (Primera, Segunda y Tercera temporada)                                            | Germán Fabregat (Cuarta Temporada)                                                         |
| Biz Markie                      | Biz Markie                          | Luis Miguel Pérez                                                                               |                                                                                            |
| Jack McBrayer                   | Jack McBrayer                       | Eder La Barrera                                                                                 |                                                                                            |
| Narradora de la hora del cuento | ¿?                                  | Lileana Chacón                                                                                  |                                                                                            |
| Estudio de doblaje              |                                     | Etcétera Group en Caracas, Venezuela (Primera, Segunda y Tercera Temporada)                     | Audiomaster Candiani (Cuarta Temporada)                                                    |

Voces adicionales:
- Karina Parra
- Juan Guzmán
- Jesús Nunes
- Luis Miguel Pérez
- Eder La Barrera
- Jhonny Torres
- Aura Caamaño

| Tony Hawk       | Tony Hawk       | Jesús Hernández  |
| Jack Black      | Jack Black      | Rolman Bastidas  |
| Padre de Muno   | ¿?              | Juan Guzmán      |
| Madre de Muno   | ¿?              | Rebeca Aponte    |
| Andy Samberg    | Andy Samberg    | Jesús Hernández  |
| Ray Barbee      | Ray Barbee      | Rolman Bastidas  |
| Solange Knowles | Solange Knowles | Marycel González |

Temas musicales: Luis Miguel Pérez, Rebeca Aponte, Juan Guzmán y María José Estévez